# Centrolabrus exoletus
Espèce
Synonymes
- Acantholabrus exoletus (Linnaeus, 1758)
- Acantholabrus microstoma (Thompson, 1837)
- Crenilabrus exoletus (Linnaeus, 1758)
- Crenilabrus microstoma Thompson, 1837
- Labrus exoletus Linnaeus, 1758
- Labrus pentacanthus Lacepède, 1801

Statut de conservation UICN

 LC  : Préoccupation mineure
Le centrolabre ou petite vieille, Centrolabrus exoletus, est une espèce de poissons marins appartenant à la famille des Labridae.

## Répartition
Le centrolabre est présent du sud de la Norvège au nord de l'Espagne.